# Rieux (Morbihan)
Rieux (bret. Reoz) – miejscowość i gmina we Francji, w regionie Bretania, w departamencie Morbihan.
Według danych na rok 1990 gminę zamieszkiwało 2717 osób, a gęstość zaludnienia wynosiła 98 osób/km² (wśród 1269 gmin Bretanii Rieux plasuje się na 211. miejscu pod względem liczby ludności, natomiast pod względem powierzchni na miejscu 318.).